# Animación educativa
Una animación educativa se define como una animación producida para un propósito específico de aprendizaje.
El uso de animaciones ayuda a entender y recordar información, ha aumentado enormemente desde la invención de las poderosas gráficas por computadora. Esta tecnología permite crear animaciones fáciles y baratas. Previamente, la animación tradicional requería técnicas de labor especializadas que consumían mucho tiempo y eran caras. En contraste, el software ahora está disponible, eso lo hace accesible para educadores y autores de sus propias animaciones, sin la necesidad de experiencia especial. Maestros ya no están limitados a confiar en gráficas estáticas, pero pueden convertirlas en animaciones educativas.

## Animaciones para educación
Educadores están entusiasmados en tomar oportunidades que la animación ofrece para representar contenido dinámico pro ejemplo PowerPoint ahora tiene una facilidad de uso para las animaciones que en buenas manos puede producir efectivas animaciones educativas. Porque las animaciones pueden representar explícitamente cambios sobre el tiempo (cambios temporales). Parecen idealmente adecuados para el proceso de enseñanza y procedimientos. Cuando son usados para presentar contenido dinámico, las animaciones pueden reflejar tanto los cambios de posición (traslación) y los cambios de forma (transformación), que son fundamentales para el aprendizaje de este tipo de materia.
En contraste con las imágenes estáticas, las animaciones pueden mostrar cambios temporales directos (en lugar de tener que indicar indirectamente usando macas auxiliares como flechas y líneas de movimiento). Usando animaciones en vez de gráficas estáticas, se deshace de la necesidad de estas marcas agregadas para que las muestras sean no solo simples y menos desordenadas, pero más vividas, atractivas y más intuitivamente comprendidas. En adición, el aprendiz no tiene que interpretar las marcas auxiliares y tratar de inferir los cambios que se resumió. Tal interpretación e inferencia puede demandar un nivel de habilidad de gráfica que el aprendiz no posee. Con las representaciones animadas, la información sobre los cambios involucrados está disponible para ser leído directamente de la pantalla sin que el aprendiz necesite realizar animación mental. Es un poco exagerado, pero es como si fueras besado en vez de leer sobre los besos.
Investigaciones evidencian que la efectividad educativa de las animaciones esta mezclada. Varias investigaciones han comparado la efectividad educativa de representaciones animadas estáticas a través de un número de dominios de contenido. Mientras que ha habido descubrimientos que muestran efectos positivos de las animaciones en el aprendizaje, otros estudios no han encontrado efectos o incluso efectos negativos. En general, se puede concluir que las animaciones no son intrínsecamente más efectivas que las gráficas estáticas. Más bien las características particulares de las animaciones individuales y como solían tener un rol importante en los efectos que tienen sobre lo que se está aprendiendo.

## ¿Las animaciones hacen el aprendizaje más fácil?
Las animaciones bien diseñadas pueden ayudar a los estudiantes a aprender más rápido y fácil logrando un excelente aprendizaje multimedia. También son de excelente ayuda para profesores cuando tienen que explicar temas difíciles. La dificultad de los temas puede surgir debido a la participación de las matemáticas o imaginación. Por ejemplo, la corriente eléctrica es invisible. La operación de los circuitos eléctricos es difícil de entender para los estudiantes en un comienzo. Con la ayuda de las animaciones por computadora, el aprendizaje y la enseñanza puede ser más fácil, rápida e interesante.

## Efectividad educativa
Las animaciones pueden carecer de efectividad educativa si los estudiantes no pueden procesar la información representadas adecuadamente. Por ejemplo, parece que cuando el tema es complejo, los estudiantes pueden quedar abrumados por las representaciones animadas. Esto está relacionado al rol de percepción visual y cognición en el procesamiento de información humano. Nuestra percepción humana y sistemas cognitivos tienen capacidades limitadas de procesamiento de información. Si estos límites son excedidos, el aprendizaje puede comprometerse. Por ejemplo, el paso al cual la animación presenta su información puede exceder la velocidad que el estudiante puede procesar efectivamente. La animación de acompañamiento (parte de un sistema de bombeo) es problemática por esta razón, pero la solución es obvia, alentar la animación y acompañarla con una explicación escrita. Es raro que un aprendizaje superior sea conseguido por la sustitución de una animación por una gráfica estática, pero tener que acompañarla con una explicación textual.  Otra sugerencia dirigiéndose a estos problemas es proveer un control de usuario al estudiante, sobre cómo funciona la animación. Las animaciones controlables por el usuario permiten a los estudiantes variar aspectos como jugar con la velocidad y dirección, etiquetas y audio para adaptarse a ellos mismos.

## Relevancia perceptiva en contraste con relevancia temática
La complejidad de la materia puede que no sea la única razón para las dificultades que los estudiantes tienen con las animaciones. Parece que los problemas también surgen de los efectos perceptibles de tales representaciones. La información que los estudiantes notan más fácilmente en la animación puede no ser la información de mayor importancia. Por el contrario, la información que es relativamente discreta puede ser muy importante.
Evidentemente, la perceptibilidad de la información no corresponde necesariamente con su relevancia real con la tarea de aprendizaje a realizar. Las características de la exhibición animada que son más conspicuas debido a su contraste con el resto de la exhibición no son siempre el mejor lugar para que los estudiantes dirijan su atención. En otras palabras, puede haber una mala correspondencia entre la percepción de una característica y su relevancia temática, y un texto acompañante es necesario para corregirlo.
Este problema de correspondencia puede ocurrir con gráficos estáticos y animados. En un nivel puramente perceptivo, nuestra atención tiende a ser atraída por algunas partes de una pantalla estática más que por otras partes debido a sus propiedades visuoespaciales. Por ejemplo, es probable que un objeto colocado centralmente, relativamente grande, de forma inusual y de un color o textura fuertemente contrastante, salte de la pantalla de modo que lo notemos muy fácilmente. Otros elementos en la pantalla pueden recibir por consiguiente menos atención como resultado. Los gráficos educativos estáticos bien diseñados aprovechan estos efectos perceptivos. Manipulan las características de la pantalla con el fin de dirigir la atención del estudiante a la información más relevante. Esto ayuda a asegurar que el alumno extraerá la información requerida de la pantalla. Hay un problema en el diseño de la animación que se muestra arriba a este respecto. Por desgracia, hay muchos gráficos "educativos" que se producen que no proporcionan a los estudiantes con suficiente apoyo de este tipo. Los diseñadores de animación deben tener en cuenta tal consideración.

## Contraste dinámico
Los problemas de correspondencia debido a las características perceptivas de una pantalla se combinan cuando pasamos de un gráfico estático a un gráfico animado. Debido a su carácter dinámico, las animaciones educativas introducen un desafío adicional a la extracción de información más allá de las que se encuentran con gráficos estáticos. Ciertos aspectos de una exhibición que cambia con el tiempo tienen el potencial de capturar la atención del estudiante. Si hay suficiente contraste dinámico entre uno o más elementos de la pantalla y sus alrededores, el efecto puede ser muy convincente en un sentido perceptivo. Parece que en un nivel fundamental, nuestro sistema perceptivo está en sintonía para detectar y seguir tales cambios, independientemente de su importancia en términos de la materia. Al igual que con las pantallas estáticas expuestas anteriormente, los elementos que son perceptiblemente convincentes (en este caso debido a su carácter dinámico) pueden no necesariamente ser de gran relevancia temática para la tarea de aprendizaje dada. El gran flotador naranja en la animación de acompañamiento es mucho más perceptible que la pequeña válvula de aire gris debido a sus características visuoespaciales y su alto nivel de contraste dinámico con el resto de la pantalla.
Es probable que los efectos engañosos del contraste dinámico sean particularmente problemáticos para los estudiantes que carecen de conocimientos básicos en el dominio de contenido representado en una animación. Estos aprendices pueden estar en gran parte atrapados en los efectos de percepción crudos de la animación y por lo tanto tienden a procesar la información presentada de una manera ascendente. Por ejemplo, es probable que su atención dentro de la pantalla sea dirigida a elementos que tienen características dinámicas conspicuas. Como resultado, existe el peligro de que asistan a información sin importancia simplemente porque es perceptiblemente convincente. Sin embargo, es probable que los aprendices que ya cuentan con un conocimiento de fondo específico del dominio estén menos influenciados por la percepción sola. Esto se debe a que su atención también está dirigida en gran medida por su conocimiento de los cuales los aspectos del tema son de mayor relevancia (independientemente de su perceptibilidad). Como resultado, su procesamiento de información en la pantalla tiene un carácter más descendente.